# Branzoller Graben
Der Branzoller Graben (italienisch Fossa di Bronzolo), auch Großer Graben oder im Unterlauf Aurer Graben genannt, ist ein Wassergraben in Südtirol und dient als Abzugsgraben, um die Talgründe des Etschtals bzw. Unterlands zu entwässern. Er entsteht aus dem Zusammenfluss des Leiferer Grabens und des Brantenbachs in den Feldern zwischen Leifers und Branzoll. Anschließend fließt er südwärts durch die Talsohle an Branzoll und Auer vorbei, stets grob parallel zur Etsch, in die er nach etwa 9,5 km unter Castelfeder (wenige Meter hinter der Gemeindegrenze zwischen Auer und Montan) einmündet.